# 小行星1777
小行星1777（1777 Gehrels）是一颗绕太阳运转的小行星，为主小行星带小行星。该小行星于1960年9月24日发现。
該小行星以發現者之一的湯姆·赫雷爾斯命名。

## 轨道参数
小行星1777的轨道半长轴为2.6254944 UA，离心率为0.019。